# Mark Ramsden
Mark Ramsden (Liverpool, 13 juli 1956) is een Britse jazzsaxofonist, -fluitist, -componist. Hij studeerde aan het Leeds Music College, voordat hij professioneel saxofonist en fluitist werd. Sinds het afronden van zijn opleiding is hij actief in de rock, maar hij is meer bekend om de jazzmuziek, zowel als vertolker als componist.

## Biografie
In een groot deel van de jaren 1980 en 1990 speelde hij met artiesten als Jimmy Witherspoon, Roy Harper en Bert Jansch, maar ook met jazzmuzikanten als Steve Lodder, Dominic Ashworth en Jim Mullen. Hij toerde ook met Dudu Pukwana, Loose Tubes, het National Youth Jazz Orchestra en het Grand Union Orchestra. Hij woont zowel in Duitsland en Hong Kong, evenals in het Verenigd Koninkrijk.
Na een ontmoeting met Tom Robinson op het Edinburgh Festival in 1982 trad hij toe tot de TRB, waarmee hij intensief toerde. Hij verscheen op de albums Hope and Glory (1984), Still Loving You (1986) en Love Over Rage (1994). Hij componeerde de hit War Baby (1983) van Tom Robinson en schreef en speelde de kenmerkende tenor- en sopraansaxofoonpartijen.
In 1995 componeerde en nam hij het pijporgel- en saxofoonalbum Above The Clouds op met Steve Lodder (opnieuw uitgebracht als Naxos in 1999) in een kerk in North London. Zijn andere veelgeprezen werk omvat onder meer Chilled met Jim Mullen en Andy Hamill en Tribute to Paul Desmond met Dave Cliff.
Naast zijn muzikale carrière heeft hij recensies, profielen en technische stukken geschreven voor de tijdschriften Musician, Making Music, Crime Time en lifestyle-stukken voor het tijdschrift Dempster, waar hij Marianne Faithfull interviewde. Hij publiceerde ook regelmatig fictie en artikelen voor titels als Skin Two, Latex Extra, Desire en The Erotic Review. Zijn artikelen verschenen in veel fetisj-tijdschriften. Hij was halverwege de jaren 1990 redacteur van Fetish Times en tot 2009 was hij vaste columnist en astroloog voor Forum Magazine. In 2008 publiceerde hij de jongvolwassenroman War School. Hij heeft een samenwerking voltooid met zijn vrouw, illustratrice Ruth Ramsden, op het Dark Tantra Tarot-tarotdeck. In augustus 2015 publiceerde hij Dread - The Art of Serial Killing bij Number 13 Press en in november 2018 publiceerde hij Mistress Murder bij Fahrenheit Press.

## Privéleven
Mark Ramsden woont en werkt aan de zuidkust van Engeland.

## Boeken
- The Dark Magus and the Sacred Whore (Serpents Tail 1999) ISBN 1-85242-598-9
- The Dungeon Master's Apprentice (Serpents Tail 1999) ISBN 1-85242-623-3
- Radical Desire – non fiction with Housk Randall (Serpents Tail 2000) ISBN 1-85242-653-5
- The Sacred Blood (Serpents Tail 2001) ISBN 1-85242-681-0
- War School (Matador 2008) ISBN 1-906510-18-0
- Radical Desire: Kink & Magickal Sex - non fiction with Ruth Ramsden (Mandrake Of Oxford 2012) ISBN 978-1906958190
- Dread - The Art of Serial Killing (Number 13 Press 2015) ASIN B0137R82FM
- Mistress Murder (Fahrenheit Press 2018) ISBN 978-1912526376

## Toegevoegde bronnen
- Jazz Journal Jazz Journal
- Rough Guide to Jazz by Ian Carr, Digby Fairweather & Brian Priestly ISBN 1-84353-256-5
- Garden of Uranium
- When The Circus Comes To Town